# Washkuk
Washkuk (Kwoma), papuansko pleme u Ambuntiju u području rijeke Sepik na Papui Novoj Gvineji. Sami sebe nazivaju pod dva plemenska imena, to su Kwoma ili  'brdski ljudi'  na Washkuk Hillsu, i riječna skupina Nukuma s izvora gornjeg Sepika i Sanchi. Kwome u novije vrijeme broje oko 2,000 duša, a njihovi rođaci Nukuma oko 1,200.

## Jezik
Lingvisti etnonm kwoma koriste za označavanje jezika kojim se ovaj narod služi. Ima dva dijalekta, član je porodice Sepik-Ramu, sjeverni dijalekt je nukuma.

## Kratka povijest
Washkuki su srodnici plemenima koja govore dijalektima jezika kwanga s južnog podnožja planina Torricelli, od kojih su morali migrirati unazad kojih stotinu godina, i nastaniti se na sadašnjem prostoru. Svoj prvi kontakt s Europljanima imaju nešto prije Prvog svjetskog rata, kada je regija bila pod njemačkom kontrolom, ali sve do 1950.-tih kontakti su bili minimalni. U novije doba nešto Washkuka radi u Papui Novoj Gvineji kako radnici, ili pak u crkvi, vojsci ili policiji. Kwome se danas međusobno služe kwoma dijalektima, dok s vanjskim svijetom komuniciraju na pidžinu ili engleskom.

## Život i običaji
Selo i naselje
Na washkuk Hillsu Kwome-naselja nalaze se na vrhovima brda, a središte svakog zaselka ima vlastitu muškaračku kuću na pidžinu nazivanu haus tambaran, namijenjena isključivo muškarcima gdje oni provode vrijeme i vrše svoje ceremonije. Nastambe za stanovanje su im raštrkane u nepravilnom krugu na periferiji zaselka. Pacifikacijom plemena oko 1945. naselja Washkuka su preseljena duž tokova rijeka. Izvorno su kuće bile direktno na zemlji ( 'hill culture' ), dok su danas, isključujući kuhinju, podignute na pilonima (nosačima).
Ekonomija Kwoma
Subsistencija i komercijalne aktivnosti Kwoma počivaju na eksploataciji divlje sago-palme. Uz to bave se i poljodjelstvom, uzgojem banana, taroa i yama. Svinje drže a većinu proteina u prehrani dobivaju iz ribe. Od trgovine, prodaje robe za  'cash' , živi veoma malo Kwoma, pojedine obitelji drže malene putujuće trgovine u kojima prodaju sapun, baterije i petrolej. 
posao je trasdicionalno podijeljen na muški i ženski. Muškarci je zadatak graditi kuće i čistiti čestice šumskog tla za vrtove. Žene su zadužene za rad u kući, dok su u posao sagoom uključeni i muškarci i žene.
Društvo i terminologija srodstva
Temeljni segmenti društva Washkuka su imenovani, egzogamni, patrilinearni i patrilokalni klanovi. Svaki klan ima poveći broj  'muških'  i  'ženskih'  totema po kojima nositelji totema dobivaju vlastita imena. Muški totemi nose nazive različitih vrsta riba, dok ženski nose imena ptica, uključujući kazuare /Casuarius/ i rajske ptice /Paradisaeidae/. Washkuka terminologija je tipa Omaha.
Religija, ceremonije, umjetnost...
Premda su nominalno kršćani, Washkuki su tradicionalno orijentirani svojim ritualima i vjeruju u mnogobrojne duhove. Kompleksni panteon duhova podijeljen je na duhove šuma i voda. Tri njihove glavne ceremonije fokusirane su na žetve yama. Njihova umjetnost tipična je području uz rijeku Sepik, poznatoj po drvorezbarstvu (vidi) i slikanju na kori. Svoje mrtve pokapaju dvaput. drugi puta nakon godinu ili više dana, kada formalno završava period žalovanja za pokojnikom. Tijela su tradicionalno bila izložena na platformama, dok se danas pokapaju na grobljima.

## Vanjske poveznice
- Washkuk, Kwoma of Papua New Guinea
- Kwoma: A language of Papua New Guinea